# Ninoska Vásquez
Ninoska Vásquez (sinh ngày 25 tháng 8 năm 1992 ở Barquisimeto, Venezuela) là một nữ hoàng sắc đẹp. Cô đăng quang cuộc thi Hoa hậu Du lịch Hoàn vũ 2014 và Hoa hậu Trái Đất Venezuela 2017. Sau đó, cô đại diện cho Venezuela tại cuộc thi Hoa hậu Trái Đất 2017 và lọt vào Top 8.
Ninoska Vásquez là đại diện của bang Lara. Cô trải qua các phần thi áo tắm, dạ hội, ứng xử... trong đêm chung kết.